# 末高信

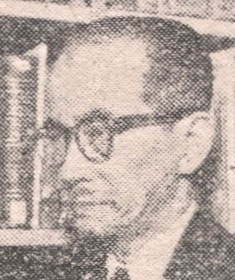
1953年

末高 信（すえたか まこと、1894年9月4日 - 1989年4月4日）は、日本の社会保障学者、商学博士。生命保険修士会名誉会長ならびに生命保険アンダーライティング学院創立者。東京都台東区出身。

## 略歴
- 1915年7月 - 早稲田大学大学部商科卒
- 1916年4月 - 早稲田大学講師
- 1917年4月 - 早稲田大学助教授
- 1918年4月 - 早稲田大学教授
- 1921年1月 - 保健学、経済学研究のためペンシルベニア大学大学院留学

- 1929年 - 研究継続のためベルリン商科大学留学
- 1933年4月 - 商学博士の学位を取得（学位請求論文『社会保険の本質』）
- 1945年10月 - 早稲田大学（新制）維持員に就任
- 1946年3月-社会保険調査会員を務める。
- 1947年 - 社会保険法規委員会を設立。会長となる
- 1949年4月 - 早稲田大学第二商学部部長に属任される
- 1949年12月-ガリオア資金によりアメリカへ
- 1950年4月 - 労働省失業保険審査会会長委嘱
- 1950年7月 - 社会保障審議会発足。副会長就任
- 1950年12月 - 早稲田大学専門職員健康保険組合を結成、理事長に就任
- 1951年7月 - 中央社会保険医療協議会会長就任
- 1953年5月 - 郵政省郵政審議委員委嘱
- 1954年10月 - 早稲田大学評議員に就任
- 1955年8月 - 経済企画庁経済審議会専門委員（民生雇用部会所属）に属任
- 1955年8月 - 鳩山内閣失業対策審議委員に属任
- 1956年1月 - 厚生省結核予防審議会委員に属任
- 1957年5月 - アメリカ合衆国で開催された国際保険会議に出席
- 1957年11月 - 日本政府（労働省）の推薦に基づき国際労働機関（ILOジュネーブ本部）より社会保障専門委員の属任を受ける
- 1958年10月 - 早稲田大学理事に就任
- 1959年4月 - 大蔵省資金運用部資金運用審議会会長代理に属任
- 1960年4月 - 大蔵省保険審議会委員
- 1963年11月 - 藍綬褒章
- 1966年4月 - 勲二等瑞宝章
- 1966年7月 - 大蔵省資金運用部資金運用審議会会長に属任
- 1975年4月 - 生命保険アンダーライティング学院を創立、初代学院長
- 1976年4月 - 生命保険修士会名誉会長
- 1983年11月 - 赤坂御苑にて園遊会に出席
- 1986年4月 - 早稲田大学名誉評議委員の名称を送られる
- 1987年9月 - 生命保険アンダーライティング学院名誉学院長
- 1989年4月 - 肺炎のため94歳で死去。没後、従四位、勲二等旭日重光章授与
- 1989年5月 - 大隈講堂にて本葬が執り行われる

上記以外に、日本保険学会名誉会員、健康保険組合連合会顧問、社会保険診療報酬支払基金理事等を兼ねた。

## 来歴・人物
松平信生（長州征伐に旗頭として参加した松平左金吾の十一男）の長男として1894年（明治27年）に生まれる。末高姓は父である信生（のぶなり）が仕えていた徳川慶喜が大政奉還の後、駿府入りした際に旗本の末高家の養子になり改姓したことに依る。
父、信生は 西南戦争の後徳川家のもとを離れることになり、東京日本橋で漆器問屋の娘きくと結婚、家持（地主）を営むが、チフスで急逝した。
信は病弱であったが、私塾において英語を学んだ。
早稲田大学予科で小林行昌のもと数学を学び早稲田大学商学部に入学する。
ゼミでは海運論を選択し論文では海上運送における運賃率決定の理論を書いた。
早稲田大学商学部部長の田中穂積および海運論担当の教授伊藤重治郎の推薦により1919年大正8年に教授候補者として渡米、ペンシルベニア大学の大学院商学部でソロモン・S・ヒューブナー博士のもと火災、海上その他災害の保健経営学を学んだのち渡独、ベルリン商科大学ではアルフレッド・マーンズ教授のもと、法学、医学に重点を置いた国民経済視点からの保険学の研究の継続、そしてビスマルクの施策として行われていた産業と生活者保護の社会政策から保険国営の研究を行った。

## 学者・政策提言者として
1945年（昭和20年）12月、SCAPによる諮問機関として、厚生省保健局内に大内兵衛を会長、末高を副会長に据え社会保障制度審議会が設置された。1946年（昭和21年）末までに500万人以上が本土に復員、帰国した当時、日本全体が意気消沈、混乱し、疾病、失業が蔓延していた。そのような終戦直後に国民の医療費負担は厳しく、疾病も貧困に陥る最大の原因の一つとなっていた。
末高ら民間の研究者は理想的な社会保障の構築のために大河内一男、近藤文二、園 乾治、平田冨太郎の提唱で「社会保障研究会」を立ち上げ、ベヴァリッジ報告書を基本としつつ、保険拠出金が所得水準に応じて累進性を持つ社会保障案を日本国政府に提案した。
1954年（昭和29年）11月、厚生省は新しい医療体系を中央社会保険医療審議会に諮問した。これに末高は審議会会長として日本医師会の激しい反対の中、ストレプトマイシン、ペニシリンなど抗生物質の薬価引き下げを強行採決した。これに抗議する日本医師会は全員退席した。
晩年には愛知学院大学大学院教授として教鞭をとり、愛知学院大学図書館に寄贈文庫がある。

## 著作
- 保険論 第1編（1923）明善堂
- 保険論 第2編（1924）明善堂

- 私経済保険概論（1925）明善社

- 社会保険の本質（1931)丸善

- 生命保険の常識（1934）千倉書房

- 生命保険論（1937）千倉書房

- 保健国営の研究（193８）千倉書房

- 各国の社会保障 I～III イギリス・西ドイツ アメリカ・ソビエト・フランス（責任編集）（1955） 一粒社

- 毎日新聞ライブラリー・社会保障（1956）毎日新聞社

- 社会保障辞典 監修[他]今井一男,[編]大川秀吉（1958）社会保険法規研究会

- 保険学の論理と現実 末高信博士古稀祝賀論文集 （1965）成文堂

- 社会保障の理論と課題 末高信博士古希記念論文集（1965）成文堂

- 現代の社会保障（1970）安井信夫（共著）成文堂

- 生命保険経営の論理と現実（1977）森田健三（共著）成文堂